# Bernecebaráti
Bernecebaráti là một thị trấn thuộc hạt Pest, Hungary. Thị trấn này có diện tích 37,69 km², dân số năm 2010 là 859 người, mật độ 23 người/km².